# Ahmose-anj
|          |          |
| \| \| \| |          |
|          |          |
| iaH      | ms · O34 |

| iaH | ms · O34 |

|          |          |
| \| \| \| |          |
|          |          |
| iaH      | ms · O34 |

| iaH | ms · O34 |

|          |          |
| \| \| \| |          |
|          |          |
| iaH      | ms · O34 |

| iaH | ms · O34 |

|          |          |
| \| \| \| |          |
|          |          |
| iaH      | ms · O34 |

| iaH | ms · O34 |

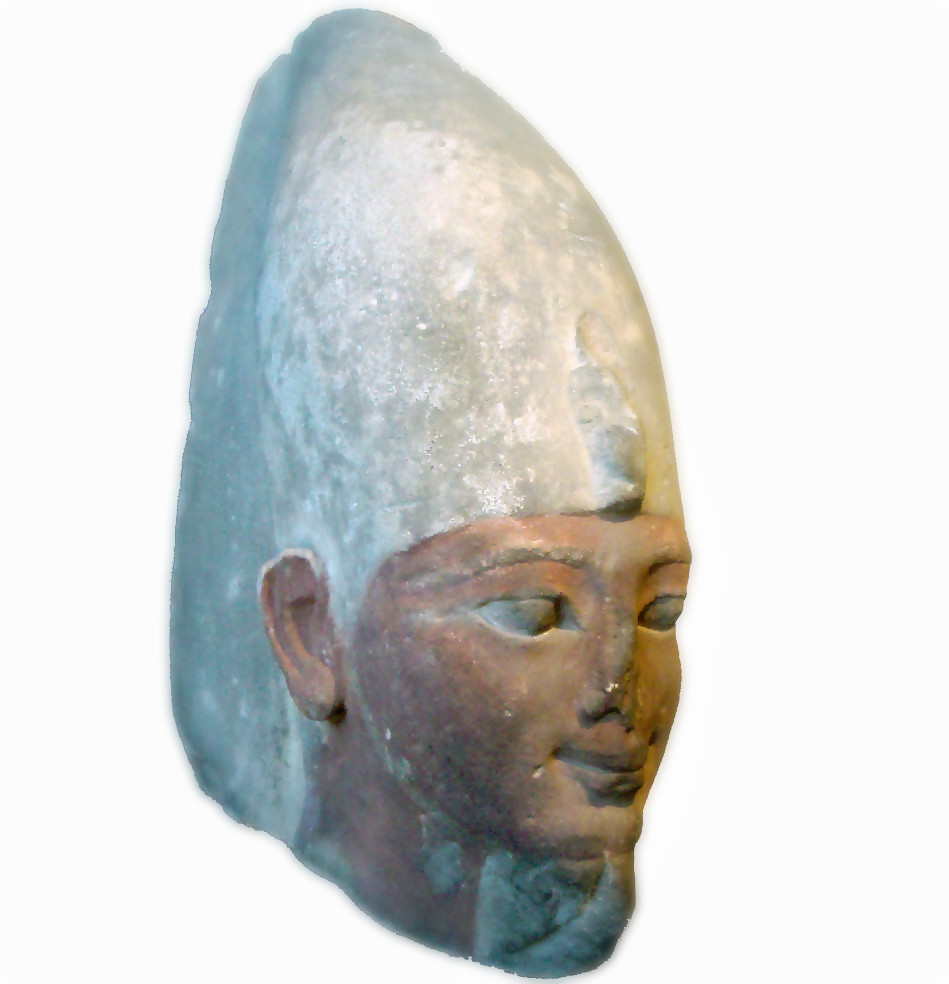
Busto que representaría probablemente a a Ahmose, o a su hijo, Amunhotep I.

Ahmose-anj o Ahmose-ankh fue un príncipe del Antiguo Egipto durante los inicios de la dinastía XVIII. Era hijo del faraón Amosis I y de la reina Ahmose-Nefertari. Era el príncipe heredero, pero falleció antes que su padre, por lo que el siguiente faraón fue su hermano menor Amenofis I. Su hermana era Ahmose-Meritamón.
Una estela que lo representa, junto a sus padres, se encuentra en el Museo de Luxor.